# Minotauren
Minotauren var en svensk tidskrift för skräck, fantasy och science fiction, med tonvikt på skräck. Den utgavs med fyra nummer per år av Aleph Bokförlag och redigerades av Rickard Berghorn. Den innehöll både artiklar och noveller och lade tonvikt vid klassiska författare. Tidskriften lyfte gärna fram något bortglömda författarskap, med många essäer om äldre litteratur. Minotaurens novellmaterial utgavs också som separata böcker i antologiserien Syner i natten.
Tidskriften har inte utkommit med något nummer sedan 2007.